# Erich Golz
Erich Golz (* 31. Juli 1910 in Berlin, † 1998 ebenda) war ein deutscher Radrennfahrer.

## Sportliche Laufbahn
Radsport betrieb Golz seit 1925, zuerst beim RV Viktoria Berlin. Er lebte in der Nachbarschaft von Richard und Adolf Huschke, beide erfolgreiche Radrennfahrer. Diese bestärkten ihn, mit einem regelmäßigen Training zu beginnen. Schon als 17-Jähriger nahm Golz an bundesoffenen Rennen der Amateure teil. 1929 wechselte er zum RV Argo Berlin und gewann seine ersten Bahnrennen. 1930 wurde seine Mannschaft bei den deutschen Bahnmeisterschaften Zweiter in der Mannschaftsverfolgung (u. a. mit dem späteren zweifachen deutschen Meister im Sprint Hans Dasch). Am 19. April 1931 folgte sein Debüt in der deutschen Nationalmannschaft Bahn. Als Bahnfahrer konnte er im Sprint den Großen Preis von Dresden 1932 vor Dasch gewinnen, im selben Jahr gewann er den Petit Prix von Oslo" und wurde als Sieger dem norwegischen König Haakon VII. vorgestellt. Im Winter 1934 hatte Golz einen schweren Sturz im Berliner Sportpalast, der ihn zu einer längeren Pause zwang. In dieser Zeit reifte der Entschluss, Berufsfahrer zu werden. Er begann zunächst als Steher hinter Schrittmacher Karl Saldow und gewann auch einige Rennen hinter Motoren.
Der Zweite Weltkrieg unterbrach die Laufbahn von Golz für etliche Jahre. 1946 kehrte er aus der Kriegsgefangenschaft zurück und begann sofort wieder zu trainieren. Sein erster Erfolg war 1946 der Sieg beim Goldenen Rad von Magdeburg. Er blieb jedoch vom Pech verfolgt und hatte allein bis 1949 39 Stürze zu beklagen. Golz hatte seinen sportlichen Schwerpunkt nun auf Zweier-Mannschaftsfahren verlegt und fuhr häufig an der Seite von Erich Dorn, einem erfahrenen Sechstagefahrer. 1947 wurde er Zweiter der Ostzonenmeisterschaft im Sprint hinter Hans Preiskeit. 1948 siegte er bei der Ostzonenmeisterschaft im Zweier-Mannschaftsfahren mit Günther Schulz. Seine Laufbahn beendete er nach Ankündigung zum Ende der Saison 1949 dann im Jahr 1950 im Alter von 40 Jahren.

## Zeitungsfahrer
Seinen Unterhalt verdiente sich Erich Golz als Zeitungsfahrer in Berlin. Der bekannte deutsche Radsportjournalist Fredy Budzinski initiierte 1920 die Ausrichtung einer „Meisterschaft der Zeitungsfahrer“, die als Straßenrennen ausgetragen wurde (zumeist auf einem Rundkurs in Berlin). Dabei mussten die Fahrer ihr Rad mit einem Zusatzgewicht belasten, das in etwa ihrer täglichen Tourenbelastungen an Zeitungen entsprach. Rund 200 Zeitungsfahrer aus ganz Deutschland nahmen an diesen Meisterschaften jedes Jahr teil. Diese Meisterschaften wurden (unterbrochen vom 2. Weltkrieg) bis in die 1950er Jahre ausgetragen, von Budzinski immer unterstützt und vom Publikum großartig angenommen.
Golz konnte den Titel „Meister der Zeitungfahrer“ 1931, 1932, 1936 und 1945 gewinnen.